# Kinnetje
Kinnetje war ein niederländisches Volumenmaß. Es war ein Achtel der Tonne.
- 1 Kinnetje = 15 1/6 Liter

Die Maßkette war 
- 1 Hoedt (Kalk) = 8 Ton/Tonne = 64 Kinnetje = 960 Kop = 971 Liter